# Okřesaneč
Okřesaneč (en allemand : Okresanetsch) est une commune du district de Kutná Hora, dans la région de Bohême-Centrale, en République tchèque. Sa population s'élevait à 184 habitants en 2020.

## Géographie
Okřesaneč se trouve à 5 km au nord de Golčův Jeníkov, à 19 km au sud-est de Kutná Hora et à 79 km à l'est-sud-est de Prague.
La commune est limitée par Hostovlice au nord, par Skryje à l'est et au sud, par Golčův Jeníkov au sud, et par Podmoky et Bratčice à l'ouest.

## Histoire
La première mention écrite de la localité date de 1352.